# Rob Pike
Robert C. Pike (1956) es un ingeniero de software canadiense conocido por su trabajo en Laboratorios Bell. Fue uno de los miembros del equipo del Computing Science Research Group en los Laboratorios Bell que desarrolló el sistema operativo UNIX.
Posteriormente lideró el equipo de desarrollo del sistema Plan 9, sucesor de UNIX en investigación.
Actualmente trabaja en Google y se encuentra desarrollando el lenguaje de programación Go.